# Abdú Eljaiek
Abdú César Eljaiek Eljaiek (Calamar, 28 de febrero de 1933 - Bogotá, 23 de marzo de 2025) fue un fotógrafo, artista y profesor universitario colombiano.

## Biografía
Nació en Calamar Bolívar, desde su niñez se radicó en Girardot Cundinamarca, fue hijo de inmigrantes libaneses. Estudió fotografía en la Universidad Nacional de Colombia.
En 1954 se inició como fotógrafo para la revista Semana, en 1956 fue camarógrafo y editor para el área de cine y fotografía en la Televisora Nacional. En 1960 fue director de las lecturas dominicales del diario El Tiempo para la sección de fotografía en retratos.
En 1963, publicó su primeras exposiciones en la galería del Museo Arte Moderno de Bogotá y en la Galería El Callejón, en 1968 publicó con el poeta Eduardo Mendoza Varela, las fotografías de desnudo femenino a Dora Franco y se enfocó en retratos desnudos.
En 1973 fue invitado por el Departamento de Estado de los Estados Unidos para realizar un reportaje sobre parques nacionales de fotografía recorrió San Francisco, Punta Lobos, Nuevo México, Monument Valley, el Gran Cañón, Taos y el desierto de Moab. Se topó en las protestas contra el presidente Richard Nixon que fotografió el evento. 
En los años 1990 fue docente de fotografía en las universidades: de los Andes, Javeriana, Externado de Colombia, Jorge Tadeo Lozano y la La Gran Colombia hasta su retiro en 2012. El 23 de marzo de 2025 falleció en su residencia de Bogotá, que sus hijos que informaron de su fallecimiento.